# 컴퍼스자리
컴퍼스자리(Circinus [ˈsɝsɨnəs])는 남쪽 하늘(적위 -50° ~ -60°)의 작은 별자리이다. 센타우루스자리의 남동쪽에 있다.
이 별자리는 대한민국에서는 볼 수 없다.

## 특징

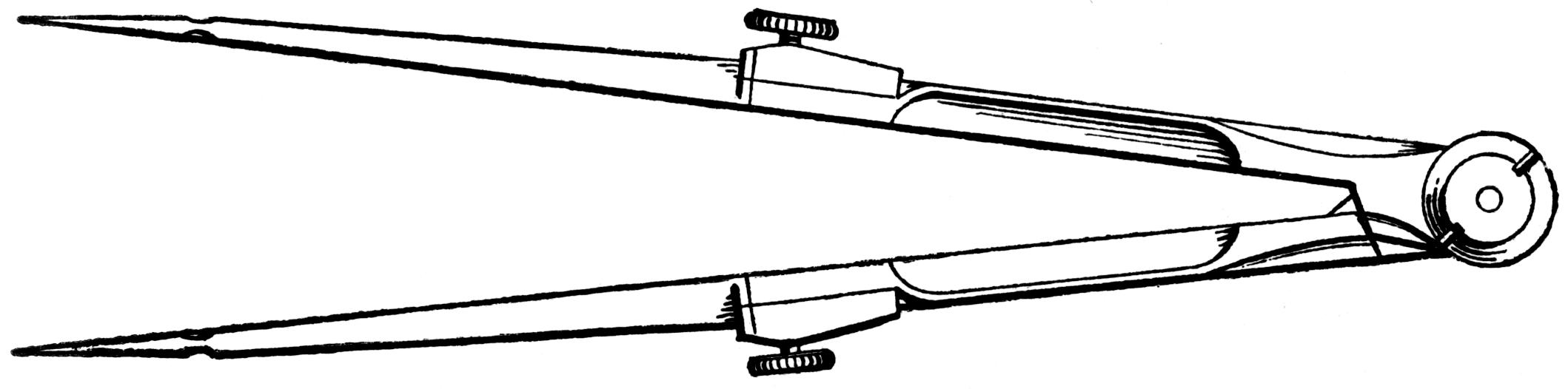
컴퍼스

컴퍼스자리는 지도를 그릴 때에 사용하는 도구인 컴퍼스를 나타낸다. ‘컴퍼스(compass)’는 나침반을 뜻하는 말이기도 하기 때문에 나침반자리와 혼동되기도 한다.

## 별과 천체
- 컴퍼스자리 알파: 가장 밝은 별로, 지구에서 약 54광년 떨어져 있는 A형 주계열성이다.

## 신화와 역사
이 별자리는 18세기에 만들어졌고, 라카유에 의해 처음으로 도입되었다. 관련된 신화는 없다.

## 같이 보기
- 나침반자리
- 직각자자리